# Boca a boca (película)
Boca a boca es una película española de 1995 dirigida por Manuel Gómez Pereira.

## Argumento
Víctor (Javier Bardem) va de casting en casting esperando una oportunidad, pero esta se le resiste y, mientras tanto, el joven actor tiene que ponerse a trabajar en una línea erótica. Allí deberá atender las llamadas, aparentemente inofensivas, de los solitarios en busca de sexo anónimo. 
Entre ellas, la de un hombre reprimido y la de una sugerente y misteriosa mujer. Ambas llamadas van a complicar la vida de Víctor justo cuando el sueño de su vida está a punto de hacerse realidad.

## Producción
El rodaje comenzó en diciembre de 1994 y la película se grabó íntegramente en Madrid. Algunas de las localizaciones fueron el Palacio de Gaviria, el Hard Rock Café de la plaza de Colón, el hotel Villa Magna o el cine Cartago (actual Cine Verdi).

## Premios
X edición de los Premios Goya
| Categoría                     | Persona                                                            | Resultado  |
| ----------------------------- | ------------------------------------------------------------------ | ---------- |
| Mejor película                | Mejor película                                                     | Candidata  |
| Mejor director                | Manuel Gómez Pereira                                               | Candidato  |
| Mejor actor protagonista      | Javier Bardem                                                      | Ganador    |
| Mejor actor de reparto        | Fernando Guillén Cuervo                                            | Candidato  |
| Mejor guion original          | Joaquín Oristrell Naomi Wise Juan Luis Iborra Manuel Gómez Pereira | Candidatos |
| Mejor montaje                 | Guillermo Represa                                                  | Candidato  |
| Mejor dirección de producción | Joseán Gómez                                                       | Candidato  |
| Mejor sonido                  | Carlos Faruolo James Muñoz Brian Saunders                          | Candidatos |

Medallas del Círculo de Escritores Cinematográficos de 1995
| Categoría   | Persona       | Resultado |
| ----------- | ------------- | --------- |
| Mejor actor | Javier Bardem | Ganador   |

## Reparto
| Intérprete              | Personaje                     |
| ----------------------- | ----------------------------- |
| Javier Bardem           | Víctor Ventura                |
| Aitana Sánchez-Gijón    | Amanda                        |
| Josep Maria Flotats     | Bill                          |
| María Barranco          | Ángela                        |
| Myriam Mézières         | Sheila Crawford               |
| Jordi Bosch             | Belvedere                     |
| Tres Hanley             | Debra Reynolds                |
| Alastair Mackenzie      | Oswaldo                       |
| Kiti Mánver             | Lucy                          |
| Fernando Guillén Cuervo | Raúl                          |
| Amparo Baró             | Madre de Raúl                 |
| Emilio Gutiérrez Caba   | David                         |
| Asunción Balaguer       | Madre de Luci                 |
| Germán Cobos            | Padre de Luci                 |
| Saturnino García        | Padre de Victor               |
| Pilar Bardem            | Madre de Víctor               |
| Shangay Lily            | Shangay Lily                  |
| Ángel Alcázar           |                               |
| Candela Peña            | Tanya                         |
| Fernando Colomo         | Cirujano Plástico             |
| Juan Carlos Vellido     |                               |
| Mónica Bardem           |                               |
| Miguel del Arco         |                               |
| Jaime Bores             | Operario de la Linea Caliente |
| Maria Geyer             |                               |
| Juan José Otegui        |                               |
| Jaroslaw Bielski        |                               |
| Carmen Balagué          | Portera                       |
| Ana Goya                |                               |
| Tomás Gayo              |                               |
| Manuel Tiedra           |                               |
| José Luis Mosquera      |                               |
| Javier Anido            |                               |
| David Lallave           |                               |
| John Suau               |                               |
| Eloísa Martín           |                               |
| Margo Herrera           |                               |
| Mercedes Martin         |                               |
| Imán Padellano          |                               |
| Anabel Alonso           | La Mujer del Pañuelo Rojo     |
| Juanjo Puigcorbé        | Actor en el video del Casting |
| Antonio Resines         | Director del Casting          |
| María Reyes Arias       |                               |